# Dorothea Orem
Pour l’article homonyme, voir Orem.
Dorothea Elizabeth Orem (15 juin 1914 - 22 juin 2007), née à Baltimore, Maryland, était une théoricienne des soins infirmiers et créatrice de la théorie des soins infirmiers auto-administrés (self-care deficit nursing theory), également connue sous le nom de modèle Orem de soins infirmiers.

## Éducation
Orem a obtenu un diplôme d'infirmière de la Providence Hospital School of Nursing de Washington, DC. Elle a également fréquenté l'Université catholique d'Amérique, où elle a obtenu un Bachelor ès sciences en éducation infirmière en 1939 et une Maîtrise ès sciences en éducation infirmière en 1945.
Orem a reçu des doctorats honorifiques de l'Université de Georgetown, de l'Incarnate Word College et de l'Illinois Wesleyan University.

## Théorie des soins infirmiers auto-administrés
La théorie des soins infirmiers d'Orem énonce les soins auto-administrés comme un besoin humain, et les infirmières conçoivent des interventions pour fournir ou gérer des actions d'autosoins pour que les personnes retrouvent ou maintiennent leur santé.

## Diagnostic infirmier
Orem était membre du groupe de théoriciennes infirmières qui ont présenté Patterns of Unitary Man (Humans), le cadre initial pour le diagnostic infirmier, à la North American Nursing Diagnosis Association en 1982.

## Récompense
- 1980 : Alumni Achievement Award for Nursing Theory, Catholic University of America[1].

## Décès
Orem est décédée le 22 juin 2007 à Savannah, en Géorgie, où elle avait passé les 25 dernières années de sa vie en tant que consultante et auteur. Elle avait 92 ans.